# Люльково (Куявсько-Поморське воєводство)
Люльково (пол. Lulkowo) — село в Польщі, у гміні Лисомиці Торунського повіту Куявсько-Поморського воєводства.
Населення — 488 осіб (2011).
У 1975-1998 роках село належало до Торунського воєводства.

## Демографія
Демографічна структура станом на 31 березня 2011 року:
|          | Загалом | Допрацездатний вік | Працездатний вік | Постпрацездатний вік |
| -------- | ------- | ------------------ | ---------------- | -------------------- |
| Чоловіки | 247     | 58                 | 171              | 18                   |
| Жінки    | 241     | 53                 | 144              | 44                   |
| Разом    | 488     | 111                | 315              | 62                   |